# الجامعة الدولية في فيينا
الجامعة الدولية في فيينا (بالإنجليزية: International University Vienna)‏، جامعة خاصة كانت تقدم مساقات تعليمية إنجيلية التوجه في فيينا في النمسا، أسست عام 1980 باسم «الكلية المسيحية الأوروبية»، وهي الجامعة الخاصة الأولى والوحيدة حتى الآن التي ألغي اعتمادها من قبل مجلس الاعتماد النمساوي. في مايو 2011 أمرت محكمة فيينا التجارية بإغلاق الجمعية الراعية بعد فشل إعادة تنظيم المؤسسة المعسرة.
استمرت الجامعة في العمل لبعض الوقت في العمل فرعا للجامعة الصربية «ميغاتريند» باسم «جامعة فيينا الدولية ميغاتريند»، إلا أن تلك أفلست، وأغلقت في فبراير 2013.

## سحب اعتماد الجامعة
اعتمدت جامعة فيينا الدولية لفترة وجيزة بصفة جامعة خاصة في النمسا، ولكن هذه الموافقة سحبت من قبل مجلس الاعتماد النمساوي اعتبارًا من 31 يوليو 2003 بسبب عدم تلبية الجامعة متطلبات وشروط الاعتماد. كان هذا الإلغاء هو الأول والوحيد حتى الآن لاعتماد جامعة في النمسا.
تم الاعتماد الأول في 4 يناير 2001، وعلى الرغم من المجلس يمنح الاعتمادات لمدة خمس سنوات في العادة، منحت الجامعة ثلاث سنوات فقط، بسبب بعض المآخذ المتعلقة بالموظفين الدائمين، وإجراءات التوظيف، وطرقالبحث في المؤسسة، والمكتبة الجامعية. في عام 2002 أعلن عن سحب الاعتماد، واتخذ القرار نهائيًا في مارس 2003. أضيف إلى أوجه القصور الواردة أعلاه إشارت إلى أن الإدارة المالية كانت غير مفهومة، وأن إجراءات القبول لا تفي بمتطلبات القبول الدولية. ولصالح الطلاب، لم يدخل الإلغاء حيز التنفيذ حتى 31 يوليو، نهاية العام الدراسي، لكي ينال الطلاب الفرصة لإكمال الفصل الدراسي والانتقال بشهادات معترف بها إلى جامعات أخرى.

## وضع شهادات الجامعة القانوني
يعترف بالدرجات الأكاديمية التي أصدرتها الجامعية خلال فترة الاعتماد (4 يناير 2001 حتى 31 يوليو 2003) درجات أكاديمية نمساوية، ومن الممكن استخدامها في دول أوروبية أخرى (ألمانيا مثلا) بصورة قانونية دون حاجة إلى مصادقة من النمسا. في نهاية عام 2002 (آخر عام كامل من الاعتماد) كان لدى الجامعة 133 طالبًا.
بعد إلغاء الاعتماد لم يعد يسمح للجامعة بإصدار الشهادات اعتبارا من 31 يوليو 2003. مع ذلك استمر التدريس، ووفق ادعاءات سابقة من طرف الجامعة كانت برامج البكالوريوس والماجستير والدكتوراه تعمل بترخيص من ولاية آلاباما الأمريكية (إدارة التعليم ما بعد الثانوي). ومع أن نظام كلية مجتمع آلاباما في مونتغومري قد أدرج الجامعة الدولية على موقعه على الإنترنت بصفتها واحدة من مؤسسات التعليم العالي المرخصة من قبل إدارة التعليم ما بعد الثانوي في ألاباما لتدريس مواطني ألاباما، فإن الموقع يؤكد حرفيا أن هذا الترخيص لا يعني الاعتماد. كما يؤكد مكتب ولاية أوريغون لتصديق الشهادات الجامية أن جامعة فيينا الدولية غير معترف بشهاداتها ويوصي الطلاب وأرباب العمل بالتحقق مسبقًا من قانونية استخدام الدرجات الأكاديمية التي تمنحها هذه المؤسسات. كما تشير مقالة في صحيفة «دي برسه» (بالألمانية: Die Presse)‏ النمساوية إلى العواقب القانونية المترتبة على استخدام الدرجات الأكاديمية التي تقدمها هذه الجامعة، لكون الاعتراف الوارد في آلاباما لم يتم من قبل هيئة اعتماد رسمية.
أدى سحب الاعتراف النمساوي بشهادات هذه الجامعة إلى سحب الاعتراف في دول أوروبية أخرى.

## المساقات التعليمية
- برامج البكالوريوس:
  - بكالوريوس في إدارة الأعمال (BBA)
  - ليسانس الآداب في الدراسات الدبلوماسية (BADS)
  - ليسانس الآداب في الأعمال التجارية العالمية والعلاقات الدولية (BAGBIR)
- برامج الماجستير:
  - متقدم / ماجستير الآداب في الدراسات الدبلوماسية والاستراتيجية (A / MADSS)
  - ماجستير في إدارة الأعمال الدولية (MIB)
  - ماجستير في إدارة الأعمال (MBA)

## «البعد المسيحي»
وفقًا لللبيانات التعريفية، استند التدريس على على المبادئ المسيحية مع التركيز على دراسة الكتاب المقدس، وقد عُبّر عن هذا «البعد المسيحي» في الجوانب التالية على سبيل المثال:
- كانت دراسة الكتاب المقدس جزءا لا يتجزأ من المنهاج.
- اشترط اعتناق الديانة المسيحية في تولي المناصب الإدارية في الجامعة.
- كانت الاجتماعات (على سبيل المثال احتفالات التخرج) تتميز بقراءة الكتاب المقدس والصلاة.
- لعبت التبرعات من الأشخاص الذين يؤمنون بقيمة التعليم المسيحي دورًا رئيسيًا.
- عملت الجامعة على توفير الاماكن والفرص للصلوات والطقوس المسيحية.

## روابط خارجية
- أنابين: بوابة معلومات نمساوية حول الاعتراف بالمؤهلات الأكاديمية الأجنبية (باللغة الألمانية)